# Rotten Tomatoes
Rotten Tomatoes (tiếng Việt: Cà chua hỏng, cà chua thối) là một website dành riêng cho các đánh giá phê bình, thông tin, tin tức của các bộ phim, được biết đến rộng rãi với chức năng của một hệ thống tổng hợp kết quả đánh giá. Tên gọi của website này được dựa theo một hành động phản ứng quá mức của các khán giả, khi họ ném cà chua thối hoặc rau ủng vào các diễn viên trong những màn biểu diễn sân khấu có chất lượng kém mà họ không thích. Công ty này thuộc sở hữu của Flixster, một công ty con của Warner Bros., từ tháng 5 năm 2011, và do Senh Duong sáng lập nên.
Từ năm 2007, tổng biên tập của website này là Matt Atchity.

## Lịch sử
Rotten Tomatoes được sáng lập vào ngày 12 tháng 8 năm 1998, trong một dự án thực hiện vào lúc rảnh rỗi của Senh Duong. Mục đích của anh khi tạo ra Rotten Tomatoes là "để tạo nên một website nơi tất cả mọi người có thể vào xem các bài đánh giá từ nhiều nhà phê bình của Mỹ". Niềm cảm hứng của anh tới khi, là một người hâm mộ của Jackie Chan, Duong bắt đầu sưu tầm tất cả các bài đánh giá về những bộ phim của Chan ngay khi chúng vừa ra mắt ở Mỹ. Bộ phim đầu tiên được đánh giá trên trang Rotten Tomatoes là Your Friends & Neighbors. Website ngay lập tức gặt hái được nhiều thành công, nhận được sự chú ý từ Yahoo!, Netscape, và USA Today trong tuần đầu tiên đi vào hoạt động; và do đó nó đã thu hút được "600 - 1000 lượt người xem mỗi ngày".
Duong cộng tác với hai người bạn cùng lớp tại Đại học California, Berkeley là Patrick Y. Lee và Stephen Wang, những người đã cùng làm việc với anh trước đó tại công ty thiết kế web Design Reactor có trụ sở tại Berkeley, California, để xây dựng Rotten Tomatoes thành một tổ chức hoạt động toàn thời gian (làm việc tất cả các ngày trong tuần như mọi công ty khác), chính thức đi vào hoạt động ngày 1 tháng 4 năm 2000.
Vào tháng 6 năm 2004, IGN Entertainment đề nghị mua lại Rottentomatoes.com với mức giá không được tiết lộ. Tháng 9 năm 2005, IGN được công ty Fox Interactive Media trực thuộc News Corp mua lại. Vào tháng 1 năm 2010, IGN bán lại website này cho Flixster, hãng sản xuất ứng dụng đánh giá phim phổ biến nhất cho máy tính bảng iPad và các thiết bị di động khác. Mức truy cập tổng cộng của cả hai công ty này là 30 triệu lượt một tháng trên mọi nền tảng, theo như họ cho biết. Vào tháng 5 năm 2011, Flixster được Warner Bros. mua lại.
Người dùng Rotten Tomatoes có thể tạo và gia nhập các nhóm cho phép họ thảo luận về những khía cạnh khác nhau của bộ phim, và có một nhóm – "The Golden Oyster Awards" – yêu cầu các thành viên bình chọn phim đoạt các hạng mục giải khác nhau, giống như giải Oscar hay giải Quả cầu vàng. Tuy nhiên, khi Flixster mua lại Rotten Tomatoes, họ đóng cửa các nhóm thảo luận, nói rằng: "Khu vực các nhóm thảo luận đã ngừng hoạt động để dọn đường cho nhiều tính năng cộng đồng sắp ra mắt tới đây. Vào thời điểm hiện tại, vui lòng sử dụng diễn đàn để tiếp tục thảo luận về những chủ đề điện ảnh yêu thích của bạn."
Tính tới tháng 2 năm 2011, nhiều tính năng cộng đồng mới đã được ra mắt và những tính năng còn lại đã bị gỡ bỏ. Chẳng hạn người dùng không còn có thể tách các đánh giá "tươi" (fresh) khỏi các đánh giá "thối" (rotten), và ngược lại. Vào ngày 17 tháng 9 năm 2013, một mục dành riêng cho các series truyền hình với tên gọi TV Zone đã được thiết lập dưới dạng một chuyên mục con của website.

## Phương thức hoạt động
Các nhân viên của Rotten Tomatoes trước hết thu thập các ý kiến đánh giá trên mạng từ các tác giả là thành viên được chứng nhận của các đoàn thể báo chí hoặc những tổ chức phê bình phim. Để trở thành một nhà phê bình của trang này, các đánh giá của nhà phê bình đó phải nhận được một số lượng "thích" nhất định từ cộng đồng. Các nhà phê bình hàng đầu của trang thường là những người đang viết bài cho những tờ báo danh tiếng. Nhân viên của công ty sau đó sẽ xác định xem mỗi bình luận thu thập được là tích cực ("tươi" (fresh), được đánh dấu bằng một biểu tượng nhỏ hình quả cà chua màu đỏ) hay tiêu cực ("thối" (rotten), được đánh dấu bằng một biểu tượng nhỏ hình quả cà chua xanh bị vỡ). Váo cuối năm, một bộ phim sẽ được trao danh hiệu "Golden Tomato" (Cà chua vàng), tức đó là bộ phim được đánh giá cao nhất của năm.
Website cũng theo dõi số lượng phản hồi thu được (có thể đạt mức 300 với các bộ phim quan trọng mới phát hành gần đây—kỷ lục hiện tại đang được giữ bởi phim The Dark Knight Rises (2012) với 304 phản hồi nhận được) và tỷ lệ phần trăm phản hồi tích cực tổng hợp được. Nếu số lượng phản hồi tích cực đạt 60% hoặc hơn, bộ phim được xem là "tươi" bởi lẽ phần lớn các nhà phê bình đều yêu thích bộ phim này. Nếu số lượng phản hồi tích cực nhỏ hơn 60%, bộ phim được xem là "thối". Thêm vào đó, các nhà phê bình phim chủ yếu như Roger Ebert.com, Desson Thomson, Stephen Hunter, Owen Gleiberman, Lisa Schwarzbaum, Peter Travers và Michael Philips được đưa vào một danh sách con có tên là "Những nhà phê bình hàng đầu" (Top Critics), và các đánh giá của họ được tổng hợp riêng, trong khi đó vẫn đưa các ý kiến của họ vào mục đánh giá chung. Khi đã có đủ số đánh giá để có thể đưa ra kết luận cuối cùng, một lời nhận xét thống nhất sẽ được đăng, cho biết những lý do chính khiến họ đưa ra lời bình luận chung như vậy cho bộ phim.

Một logo Certified Fresh (Chứng nhận "tươi").

Theo đó, đánh giá này sẽ được đánh dấu bằng một biểu tượng tương ứng khi bộ phim đã được đưa vào danh sách, cho người xem một cái nhìn tổng quan về nhận xét chung của giới phê bình dành cho tác phẩm. Các bộ phim đạt 75% trở lên theo "Thang đo cà chua ("Tomatometer") và ít nhất 40 nhận xét từ các nhà phê bình Tomatometer (bao gồm 5 nhà phê bình hàng đầu) sẽ được gán mác "Chứng nhận tươi" (Certified Fresh). Đánh giá này sẽ được giữ nguyên trừ phi tỉ lệ phần trăm số ý kiến nhận xét tích cực giảm xuống dưới 70%. Do quy định về số lượng đánh giá này, có những phim với 100% ý kiến đánh giá tích cực nhưng vẫn không nhận được chứng nhận bởi chưa có đủ số nhận xét để đảm bảo rằng nó "tươi mới".
Cùng với các đánh giá, Rotten Tomatoes cũng quản lý các diễn đàn trao đổi, nơi hàng nghìn người tham gia các cuộc thảo luận về phim ảnh, trò chơi điện tử, âm nhạc và nhiều đề tài khác. Thêm vào đó, các thành viên cũng có thể tự mình đánh giá và bình luận về các bộ phim. Mỗi bộ phim cũng đều có một phần "đánh giá trung bình của người xem", ở đó tính toán tỉ lệ phần trăm số người dùng đánh giá bộ phim tích cực, giống như cách tính toán những đánh giá từ các nhà phê bình. Tuy nhiên, điểm số này có phần cụ thể hơn do người dùng được đánh giá bộ phim trên thang điểm từ 0–10 (so với các nhà phê bình, vốn thường sử dụng thang 4 sao và chỉ mang tính chất định tính). Khi điểm số từ người xem đạt 7 điểm (tương đương với mức 3,5 sao trên thang 5 sao) trở lên sẽ được xem là phản hồi tích cực. Tháng 1 năm 2010, vào dịp kỷ niệm lần thứ 75 của Giới Phê bình phim New York, chủ tịch Armond White, đã dẫn chứng Rotten Tomatoes nói riêng và các hệ thống tổng hợp kết quả đánh giá phim nói chung, là những ví dụ điển hình của việc "Internet đã phản ứng lại với những ý kiến chủ quan cá nhân" như thế nào bằng cách "đưa tất cả các nhà phê bình lên một trang web và gán điểm số phần trăm không đúng lắm chung cho tất cả những nhận xét riêng lẻ"; và theo White, những trang web như vậy "mang lại những nhận xét thống nhất có thể dùng như một sự thay thế cho việc đánh giá".

## Toàn cầu
Các phiên bản dành riêng cho từng khu vực có mặt ở Anh, Ấn Độ và Australia. Người đọc truy cập trang Rotten Tomatoes từ Pháp và Đức được tự động chuyển hướng sang phiên bản cho thị trường Anh, ở đó cung cấp thông tin về ngày phát hành phim ở khu vực hoặc địa phương, danh sách các rạp chiếu phim, doanh thu phòng vé và đăng các ý kiến nhận xét từ các nhà phê bình người Anh. Phiên bản ở Hoa Kỳ có thể được truy cập qua nút "US site" trên trang chủ. Phiên bản khu vực của trang có chưa tất cả các thông tin đã biên tập cho thị trường Hoa Kỳ, các nhận xét và danh sách phim được tăng cường thêm bằng các nguồn tin địa phương do một công ty biên tập quốc tế có trụ sở tại Los Angeles duy trì và cập nhật.

## The Rotten Tomatoes Show
Vào đầu năm 2009, Current Television thực hiện một chương trình truyền hình dựa trên trang web, The Rotten Tomatoes Show, do Brett Erlich và Ellen Fox dẫn chương trình và Mark Ganek viết kịch bản. Chương trình được phát sóng vào thứ năm hàng tuần vào lúc 10 giờ 30 EST trên kênh Current TV. Dựa theo thời gian tập phim được sản xuất và phát sóng mà đánh giá phim trên chương trình có thể khác đánh giá hiện tại trên website. Tập cuối cùng được phát sóng vào ngày 16 tháng 9 năm 2010, và sau đó chương trình đã quay trở lại dưới dạng một phiên bản ngắn hơn nhiều: một phần của chương trình InfoMania.